# Gujiadian (köpinghuvudort i Kina, Hubei Sheng, lat 30,33, long 111,58)
Gujiadian är en köpinghuvudort i Kina. Den ligger i provinsen Hubei, i den centrala delen av landet, omkring 260 kilometer väster om provinshuvudstaden Wuhan. Antalet invånare är 26 303. Befolkningen består av 13 150 kvinnor och 13 153 män. Barn under 15 år utgör 9,0 %, vuxna 15-64 år 75 %, och äldre över 65 år 15,0 %.
Runt Gujiadian är det tätbefolkat, med 383 invånare per kvadratkilometer. Närmaste större samhälle är Zhicheng, 7,9 km sydväst om Gujiadian. Trakten runt Gujiadian består till största delen av jordbruksmark.
Genomsnittlig årsnederbörd är 1 313 millimeter. Den regnigaste månaden är maj, med i genomsnitt 197 mm nederbörd, och den torraste är december, med 17 mm nederbörd.